# Tahricht
Ahriche, ou tahricht, est un terme berbère qui signifie « bâton ».
Chez les tribus des Zayanes, à Khénifra, au Maroc, ce mot désigne un plat à base de tripes (ganglion, crépine, poumon, cœur), enroulées avec des boyaux sur un bâton de chêne, le tout cuit sur la braise.